# Forallac
Forallac är en kommun i Spanien.   Den ligger i provinsen Província de Girona och regionen Katalonien, i den östra delen av landet, 600 km öster om huvudstaden Madrid. Antalet invånare är 1 721. Arean är 51 kvadratkilometer. Forallac gränsar till Calonge, Mont-ras, Palafrugell, Palamós, Ullastret, Palau-sator, Torrent, Vall-Llobrega, Cruïlles och La Bisbal d'Empordà. 
Terrängen i Forallac är huvudsakligen platt, men åt sydost är den kuperad.